# Шаргија
Шаргија је трзалачки инструмент дугог врата, дугачак најчешће 95-100 cm. Користи се у народној музици балканских земаља, укључујући Србију, Босну и Хрватску. Највише је цењена у Босни, где је и најпопуларнији инструмент међу сва три конститутивна народа Босне.
Шаргија води порекло из Босне, из времена владавине Османског царства. Свирају је Срби, Бошњаци и Хрвати. Производи се на територији Републике Српске и других крајева.
Шаргија је слична двожичној ћифтелији, али има више жица и изгледа као примитивни саз. Корпус шаргије је крушколик, а врат је дугачак (око 50 cm). Корпус има неколико мањих и један већи отвор. Чивије се налазе на глави и спреда и са стране. Шаргија има 4, 5, 6, 7 и (ређе) више жица и око 12 пречника. Тело може бити направљено од одвојене бачве или исклесан из једног комада дрвета.
На највишој жици се свира мелодија, док остале жице служе као бордунска пратња. Има звечећи звук, као турски саз. Шаргију обично прати виолина. Уз свирку шаргије се углавном игра, али се певају и песме.
Њоме се прате српске, а тако и босанске народне изворне песме.
Популарности шаргије и виолине, у народним изворним песмама, највише су допринеле изворне групе: Мара и дервентске лоле и Браћа Бегић, као и многе друге свима познате групе.